# بحيرة برونزفيكن

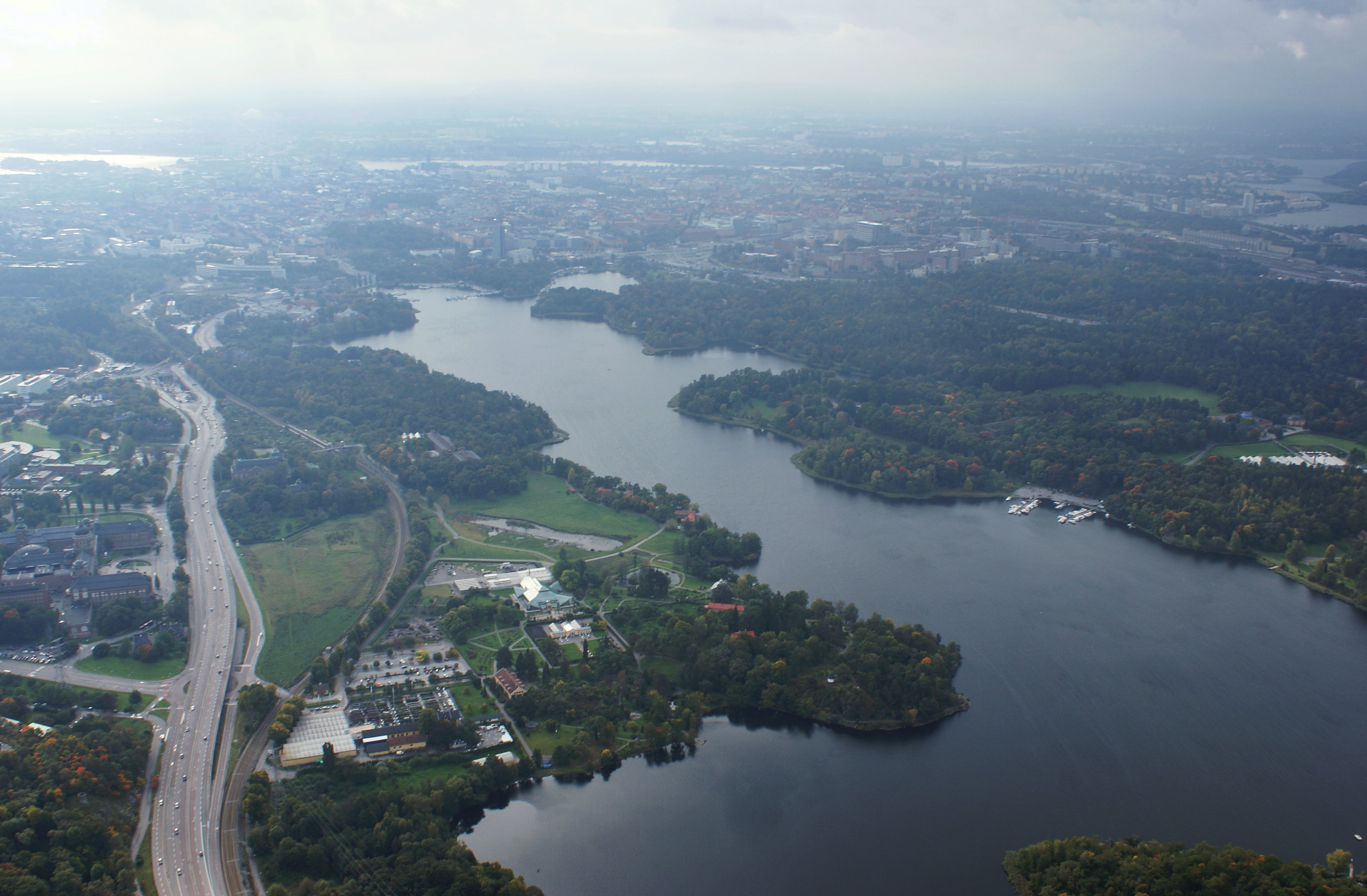
منظر جوي من الشمال مع مدينة ستوكهولم في نهاية الخليج (أعلى)

برونزڤيكن (حرفياً خليج الآبار) عبارة عن بحيرة سويدية متوسطة الملوحة تبلغ مساحتها 3.5 كم في 0.4 - 0.5 كيلومتر وتقع على الحدود بين بلدية سولانا وبلدية ستوكهولم، حيث ترتبط بليلاڤارتان من خلال قناة الكستان، ويبلغ محيطها 12 كيلومتر. كما يوجد حول بحيرة برونزفيكن العديد من المباني الجميلة والخدمات العامة الجيدة. تمتد بحيرة برونزڤيكن على طول الخط من ڤازاستادن، ستوكهولم في الجنوب إلى برقشارما، سولانا في الشمال، و هاقا-باركن على طول الخط الساحلي الغربي. في القرن الثامن عشر، كان لدى جوستاف الثالث خطط لبناء سلسلة من الحدائق الإنجليزية حول البحيرة، فمنذ عام 1994 أصبحت بحيرة برونزڤيكن جزءًا من حديقة المدينة الوطنية الملكية.